# Gaudioso (famiglia)
La famiglia Gaudioso di Gragnano è una storica casata originaria di Napoli, appartenente alla nobiltà di Aversa.

## Storia
La prima notizia della famiglia è relativa ad un Vincenzo, patrizio milanese e maestro di campo di Carlo V all'assedio di Linidiale. Michele ottenne poi da Filippo II con regio privilegio del 17 luglio 1589 il riconoscimento del titolo di nobiltà anche nel Regno di Napoli. Da lui discesero Giovanbattista, castellano della città dell'Aquila dal 1664, e Domenico Antonio che ricevette il titolo di conte palatino nel 1709.
Ad Aversa esiste ancora Palazzo Gaudioso, sede della biblioteca comunale.

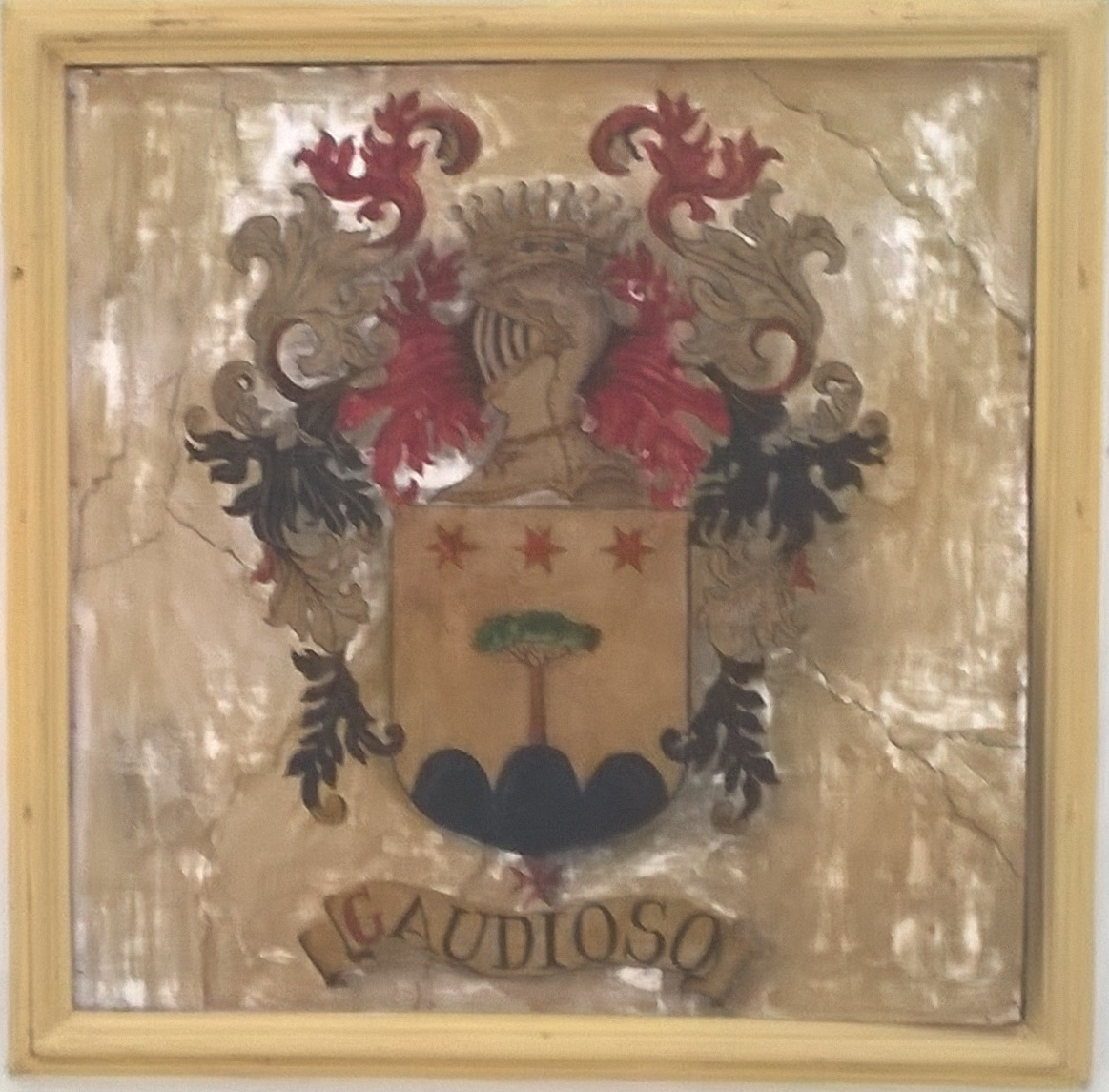
Lo stemma Gaudioso come rappresentato nell'omonimo Palazzo di Aversa.